# Geweldsspectrum
De term geweldsspectrum wordt gebruikt om de intensiteit van het geweld aan te duiden, waar militaire eenheden bij hun inzet mee te maken krijgen.
Oefeningen of civiele ondersteuningsoperaties bevinden zich laag in het geweldsspectrum. Gewapende conflicten tussen de krijgsmachten van twee of meer nationale staten bevinden zich hoog in het geweldsspectrum.
Het geweldsspectrum is daarmee te definiëren als een oplopende reeks van de intensiteit van het geweld, waarmee militaire eenheden bij hun inzet te maken krijgen.
Engelstalige synoniemen zijn: "spectrum of violence" of "spectrum of conflict".